# HD23848
HD23848 — хімічно пекулярна зоря спектрального класу A2, що має видиму зоряну величину в смузі V приблизно  5,1.
Вона  розташована на відстані близько 297,6 світлових років від Сонця.

## Фізичні характеристики
Зоря HD23848 обертається 
досить швидко 
навколо своєї осі. Проєкція її екваторіальної швидкості на промінь зору становить  Vsin(i)= 91км/сек.
Телескоп Гіппаркос зареєстрував фотометричну змінність  даної зорі з періодом    1,77 доби в межах від  Hmin= 5,20 до  Hmax= 5,15.